# Sequerancho
Sequerancho es una localidad boliviana perteneciente al municipio de Cocapata, ubicado en la provincia de Ayopaya del Departamento de Cochabamba. En cuanto a distancia, Sequerancho se encuentra a 220 km de la ciudad de Cochabamba, la capital departamental y a 85 km de Cocapata.

## Demografía

### Población de Sequerancho
| Año  | Población | Fuente                  |
| ---- | --------- | ----------------------- |
| 1992 | 199       | Censo boliviano de 1992 |
| 2001 | 309       | Censo boliviano de 2001 |
| 2012 | 478       | Censo boliviano de 2012 |